# Bijou (együttes)
A Bijou egy magyar downtempo együttes. 2003-ban alakult Párizsban. Jelenlegi tagjai Hártó Szilvia, Horváth Gábor, Lengyelfi Eszter és Asztalos Zoltán.

## Története
A Bijou-t 2003-ban Párizsban alapította Asztalos Zoltán dobos és Horváth Gábor gitáros. Rövid keresgélés után találtak az énekesnő, dalszerző és szövegíró Hártó Szilviára. A későbbi tagcserék következtében a zenekar összetétele jelentősen megváltozott, Horváth Gábor helyére Menyhárt Leo lépett, a basszusgitáros Koroknay András lett.
Első daluk, amelyet a rádiók is játszottak, a Tánc volt 2008-ban. Az MR2-Petőfi Rádió 2009 júniusában megjelent Egy kis hazai 3. című válogatáslemezén szerepelt a Bijou Depresszió című dala. Szeptemberben a zenekar szerepelt a rádió Akusztik című műsorában.
2009 végén korlátozott példányszámban elkészült Pillangó című első lemezük, melyen 14 dal található meg. 
2024-ben újra összeállt a zenekar az eredeti gitáros Horváth Gáborral, az új basszusgitáros Lengyelfi Eszter lett. Új dalokat írtak és koncertezni kezdtek.

## Diszkográfia
- Pillangó (2009)

## Külső hivatkozások
- A zenekar honlapja
- A váci ESTV interjúja a Bijou énekesnőjével, Hártó Szilviával (wmv). ESTV, 2010. február 22. (Hozzáférés: 2010. március 10.)